# Bakkeveen
Bakkeveen (Fries: Bakkefean) is een dorp in de gemeente Opsterland, in de Nederlandse provincie Friesland. Bakkeveen ligt op korte afstand van Drachten, waarvan het ten oosten is gelegen.
Het dorp had in 2023 1.890 inwoners. Onder het dorp valt ook een deel van de buurtschap Allardsoog en een stukje van het dorp Waskemeer.
Bakkeveen is een typisch forensendorp en veel inwoners zijn voor het werk georiënteerd op plaatsen als Drachten, Leeuwarden, Heerenveen en (in mindere mate) Groningen en Assen.

## Geschiedenis
Het dorp werd het eerst genoemd in 1231 in verband met de Fries-Drentse oorlog. Tijdens de Tachtigjarige Oorlog werd het dorp door de Spanjaarden verwoest. Het huidige Bakkeveen is ontstaan tijdens de veenontginning in 1660.

### Executies in Allardsoog, 1945
Samen met negen anderen werd kunstenaar Hendrik Werkman op 10 april 1945 in Allardsoog, nabij Bakkeveen, gefusilleerd door een Duits vuurpeloton, drie dagen voor de bevrijding van Noord-Nederland. De redenen voor zijn arrestatie en executie zijn nooit helemaal duidelijk geworden. Hij ligt begraven op de begraafplaats van Bakkeveen. Nabij het dorp, in Allardsoog, staat een monument ter nagedachtenis aan de tien gefusilleerden.

## Natuur
Bakkeveen ligt te midden van een bosrijk gebied met heide- en zandvlakten dat is gelegen op de grens met Groningen en Drenthe. Er wordt wel gezegd dat Bakkeveen het enige brinkdorp in Friesland is, hoewel het niet duidelijk is of deze brink dezelfde oorsprong heeft als die van dorpen in Drenthe.
Bakkeveen ligt in het oostelijk stroomgebied van het riviertje Koningsdiep (stroomafwaarts De Boarn) dat ten noordoosten van Bakkeveen ontspringt. Het beekdal van het Koningsdiep wordt opnieuw ingericht waarbij de beek zijn oorspronkelijke kronkelende loop zal terugkrijgen.
Daarnaast zijn er in de nabije omgeving de Bakkeveense Duinen, een heide- en bosgebied dat ontstaan en onaangeroerd is na de veenontginning in de 19e eeuw, en dat een voorbeeld is van hoe heel zuidoost Friesland er twee eeuwen geleden uitzag.
Een drietal organisaties beheert de gebieden rondom Bakkeveen: Natuurmonumenten, Staatsbosbeheer en It Fryske Gea. Vanuit een schaapskooi op de aangrenzende heide van Allardsoog wordt regelmatig de heide van Bakkeveen door een schaapskudde begraasd. Daarnaast lopen er exmoorpony's en Schotse hooglanders vrij in het heidegebied rond.
Bij Bakkeveen staat aan de rand van de bossen het historische landhuis Slotplaats. Het is in gebruik als theehuis en als startpunt voor excursies van Natuurmonumenten. Achter de Slotplaats staat het oude koetshuis dat na renovatie in gebruik is genomen als toeristisch informatiepunt (TIP). Slotplaats en de tuinen en boomgaarden rondom het landhuis zijn in 2006 gerestaureerd.
In het Slotplaatsbos ligt de Sterrenschans, een zeshoekig verdedigingswerk. De schans ligt langs de eeuwenoude Beakendyk; in vroegere tijden een van de weinige hoger gelegen doorgangen op de moerassige route van de Friese steden naar Drenthe. De Sterrenschans is door Natuurmonumenten in 2002 gerestaureerd.

## Recreatie en vervoer
Bakkeveen ligt in een recreatiegebied met attractie- en vakantieparken. Er is een openluchtzwembad en het grootste doolhofpark van Noord-Nederland. Ook is er een speciaal bospad voor rolstoelers. Dit pad is ongeveer 1,5 km lang en begint en eindigt bij de uitkijktoren nabij het zwembad Dundelle. Bij de Sterrenschans ligt een groot, ondiep ven. In winters waarin geschaatst kan worden fungeert deze 'Sterrenbaan' als natuurlijke ijsbaan. Er zijn regelmatige busverbindingen met Arriva lijn 84 naar Drachten, Haulerwijk en Assen van maandag tot en met vrijdag ('s avonds en in het weekend is dit lijntaxi 584). 

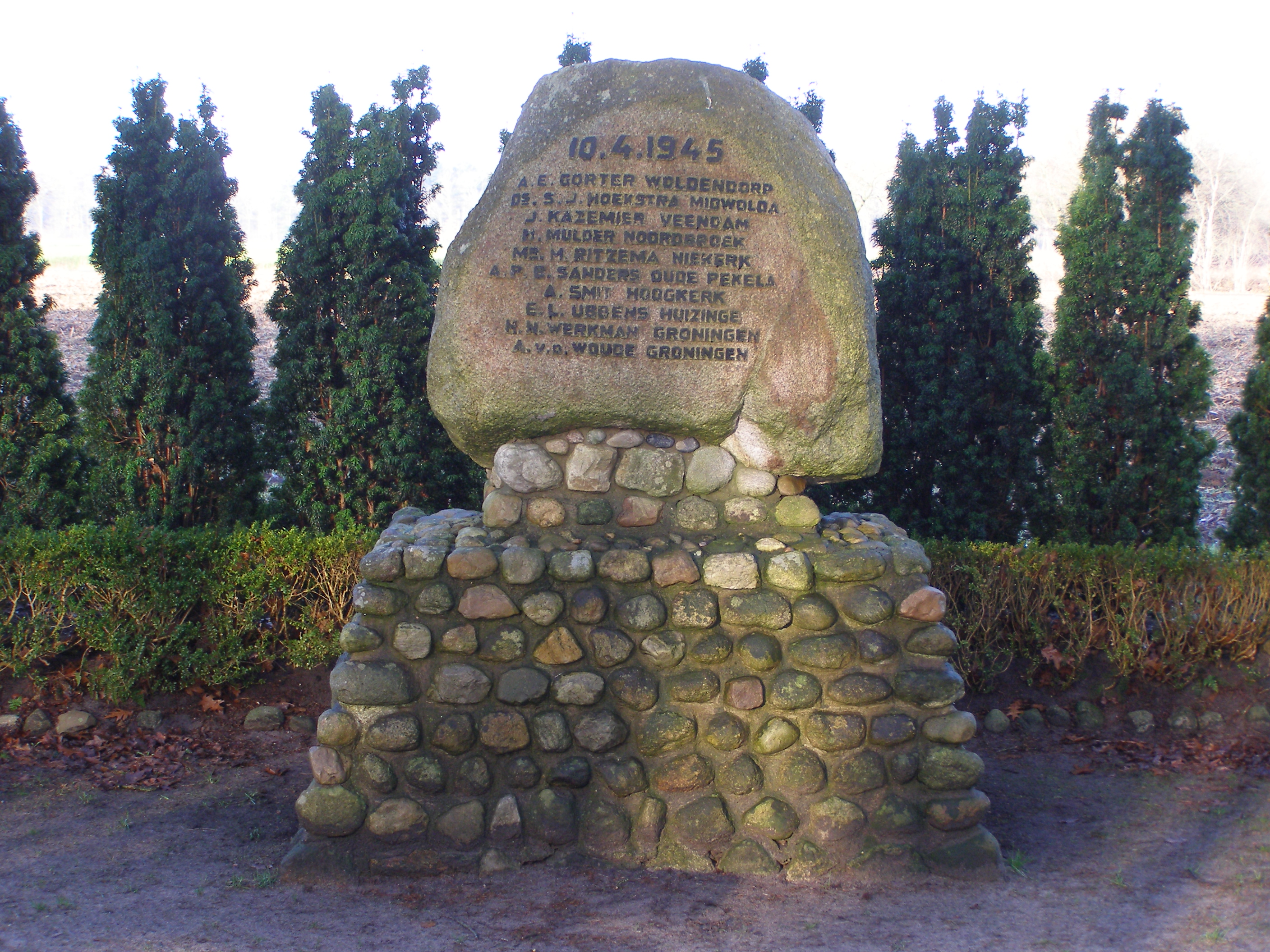
Oorlogsmonument te Allardsoog
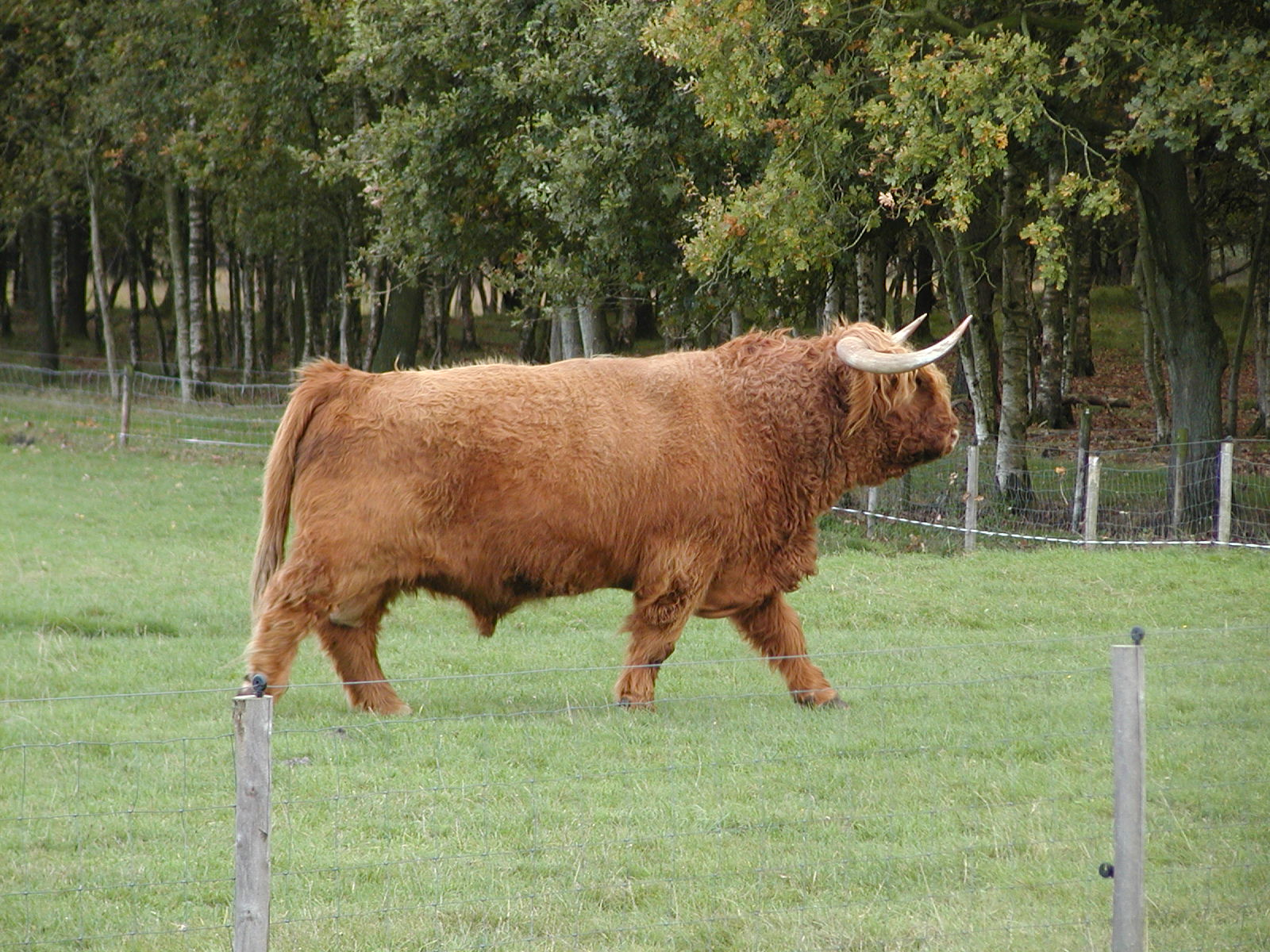
Schotse hooglander nabij Bakkeveen (Allardsoog)
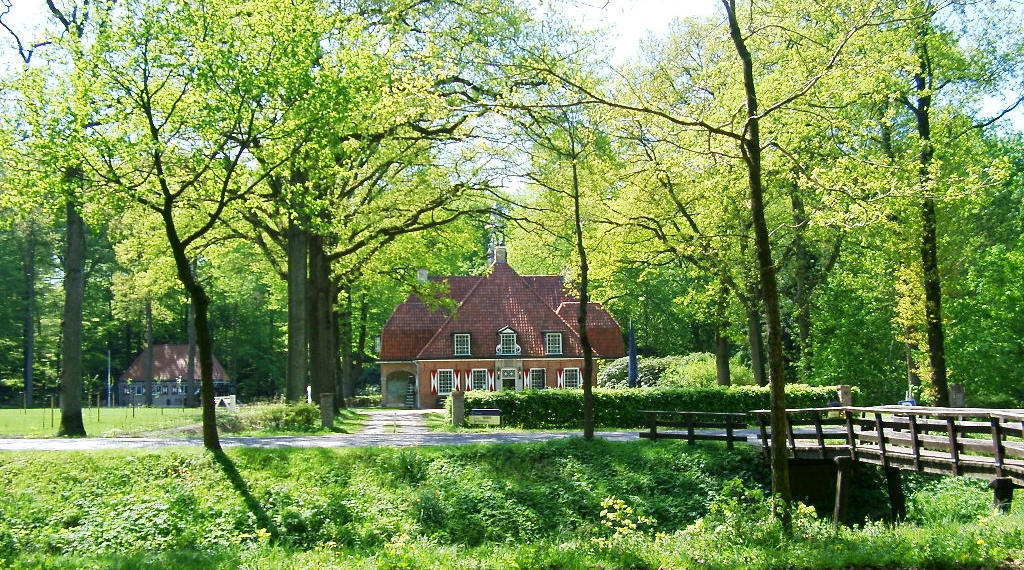
Landgoed Slotplaats
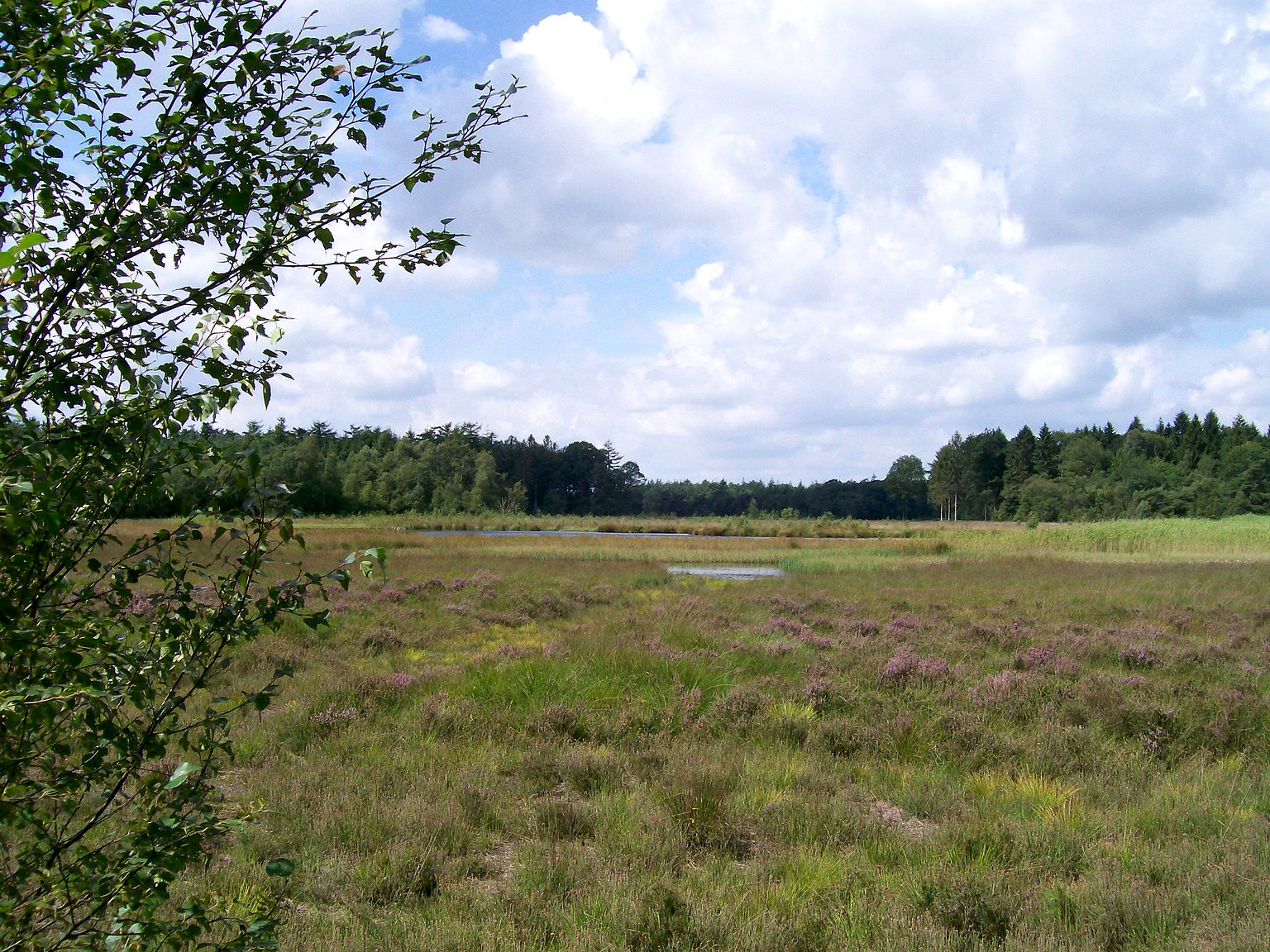
Poepedobbe, pingoruïne in de Bakkeveense duinen

## Sport
- VV Bakkeveen, voetbalvereniging
- Survival Bakkeveen, survivalclub

## Cultuur
- Dodo Festival, een tweedaags popfestival

## Geboren in Bakkeveen
- Tjeerd Halbes (1748-1800), landeigenaar en politicus
- Nicolaas Anne van Wijk (1899-1967), burgemeester
- Riemer van der Velde (1940), voorzitter voetbalclub
- Eddy Schurer (1964), wielrenner
- Folkert Idsinga (1971), fiscalist en politicus
- André van Tuinen (1974), voetballer
- Walt Klink (2002), acteur[2]